# Jaylon Johnson
Jaylon Lawrence Johnson (geboren am 19. April 1999 in Fresno, Kalifornien) ist ein US-amerikanischer American-Football-Spieler auf der Position des Cornerbacks. Er spielte College Football für die University of Utah und steht seit 2020 bei den Chicago Bears in der National Football League (NFL) unter Vertrag.

## College
Johnson besuchte die Central High School im kalifornischen Fresno, wo er Basketball und Football spielte. Er nahm am U. S. Army All-American Bowl teil. Ab 2017 ging er auf die University of Utah und spielte College Football für die Utah Utes. Als Freshman bestritt er zwei von zwölf Spielen als Starter, gehörte aber dennoch neben Casey Hughes und Julian Blackmon zum defensiven Stammpersonal. Er konnte sechs Pässe abwehren und eine Interception fangen. In der Saison 2018 war Johnson in allen 14 Spielen Starter und konnte vier Interceptions verbuchen, darunter ein Interception-Return-Touchdown über 100 Yards gegen die Stanford Cardinal. Er wurde in das All-Star-Team der Pacific-12 Conference gewählt. Auch in der Saison 2019 wurde er in die All-Conference-Auswahl berufen, er erzielte zwei Interceptions und dabei einen Touchdown. Vor dem letzten Spiel der Saison 2019 gab Johnson seine Anmeldung für den kommenden NFL Draft bekannt. Er stand in 38 Spielen für die Utah Utes auf dem Feld, davon 29-mal als Starter. Johnson erzielte in seiner College-Karriere sieben Interceptions und verhinderte 28 Pässe. Im Laufe der Saison 2018 hatte Johnson sich eine Verletzung an der rechten Schulter zugezogen, trotz derer er 2019 spielte. Im März 2020 musste er sich daher einer Operation unterziehen.

## NFL
Johnson wurde im NFL Draft 2020 in der zweiten Runde an 50. Stelle von den Chicago Bears ausgewählt. Er war als Rookie von Beginn an Stammspieler und kam in 13 Partien als Starter zum Einsatz. Die letzten drei Partien der Regular Season sowie eine Partie in den Play-offs verpasste Johnson wegen einer Schulterverletzung. Er konnte keine Interception verzeichnen, aber dafür 15 Pässe verhindern. In seiner zweiten NFL-Saison fing er in 15 Spielen eine Interception und wehrte neun Pässe ab. Verletzungsbedingt verpasste er 2022 sechs Partien und verzeichnete in elf Partien als Starter 35 Tackles und sieben abgewehrte Pässe.
In der Saison 2023 wurde Johnson erstmals in den Pro Bowl sowie zum second-team All-Pro gewählt. Ihm gelangen vier Touchdowns sowie sein erster Interception-Return-Touchdown in der NFL. Nach Saisonende und mit dem Ablauf seines vier Jahre langen Rookievertrags hielten die Bears Johnson zunächst mit dem Franchise Tag, bevor sie sich mit ihm am 7. März 2024 auf eine Vertragsverlängerung um vier Jahre im Wert von 76 Millionen US-Dollar einigten.
Nach seiner lukrativen Vertragsverlängerung lieferte Johnson 2024 abermals eine gute Saison ab. Er war Starter in allen 17 Regular-Season-Spielen, erreichte mit 53 Solotackles, davon sieben tackles for loss, einen neuen Karriere-Bestwert und wurde als bester Defensivspieler seines Teams eingeschätzt. Dazu gelangen ihm zwei Interceptions und ein erzwungener Fumble. Zum zweiten Mal in Folge wurde er in den Pro Bowl gewählt.

### NFL-Statistiken
| Saison                             | Saison | Spiele | Spiele      | Tackles | Tackles | Tackles | Tackles | Interceptions | Interceptions | Interceptions | Interceptions | Interceptions | Fumbles | Fumbles | Fumbles |
| Jahr                               | Team   | Spiele | als Starter | Gesamt  | Solo    | Ast     | Sacks   | PD            | INT           | Yds           | Lng           | TD            | FF      | FR      | TD      |
| ---------------------------------- | ------ | ------ | ----------- | ------- | ------- | ------- | ------- | ------------- | ------------- | ------------- | ------------- | ------------- | ------- | ------- | ------- |
| 2020                               | CHI    | 13     | 13          | 44      | 34      | 10      | 0,0     | 15            | 0             | 0             | 0             | 0             | 0       | 0       | 0       |
| 2021                               | CHI    | 15     | 15          | 46      | 37      | 9       | 0,0     | 9             | 1             | 3             | 3             | 0             | 1       | 0       | 0       |
| 2022                               | CHI    | 11     | 11          | 35      | 28      | 7       | 0,0     | 7             | 0             | 0             | 0             | 0             | 1       | 1       | 0       |
| 2023                               | CHI    | 14     | 14          | 36      | 31      | 5       | 0,0     | 10            | 4             | 65            | 39            | 1             | 1       | 0       | 0       |
| 2024                               | CHI    | 17     | 17          | 53      | 42      | 11      | 0,0     | 8             | 2             | 11            | 9             | 0             | 1       | 0       | 0       |
| Gesamt                             | Gesamt | 70     | 70          | 214     | 172     | 42      | 0,0     | 49            | 7             | 79            | 39            | 1             | 4       | 1       | 0       |
| Quelle: pro-football-reference.com |        |        |             |         |         |         |         |               |               |               |               |               |         |         |         |

## Persönliches
Sein Bruder John Johnson spielte College Football als Cornerback für die UCLA Bruins und die Fresno State Bulldogs.